# Agrosteella
Agrosteella es un género de escarabajos de la familia Chrysomelidae. El género fue descrito científicamente primero por Medvedev en 1987. Esta es una lista de especies perteneciente a este género:
- Agrosteella biconvexa Ge, Wang, Yang & Li, 2002
- Agrosteella cheni Ge, Wang, Yang & Li, 2002
- Agrosteella jini Ge, Wang, Yang & Li, 2002
- Agrosteella oligotricha Ge, Wang, Yang & Li, 2002
- Agrosteella punctata Ge, Wang, Yang & Li, 2002
- Agrosteella violaceicollis Ge, Wang, Yang & Li, 2002